# Sexdrega
Sexdrega is een plaats in de gemeente Svenljunga in het landschap Västergötland en de provincie Västra Götalands län in Zweden. De plaats heeft 788 inwoners (2005) en een oppervlakte van 92 hectare.

## Verkeer en vervoer
Bij de plaats lopen de Riksväg 27 en Länsväg 154.